# Ślesin (przystanek kolejowy)
Ślesin – przystanek kolejowy w Ślesinie, w województwie kujawsko-pomorskim, w Polsce.

## Ruch pasażerski
| Rok  | Wymiana pasażerska na dobę |
| ---- | -------------------------- |
| 2017 | 20-49                      |
| 2022 | –                          |

## Połączenia
- Bydgoszcz Główna
- Piła Główna
- Wyrzysk Osiek